# Hibernaculum (Grimm)
Hibernaculum (titulado Hibernáculo en las emisiones para Hispanoamérica e Hibernación en España) es el décimo séptimo episodio de la cuarta temporada de la serie de televisión estadounidense de drama sobrenatural y policial Grimm. El guion principal del episodio fue escrito por Alan DiFiore, mientras que la dirección general estuvo a cargo de Omar Madha. 
El episodio se transmitió originalmente el 10 de abril del año 2015 por la cadena de televisión NBC. En Hispanoamérica el episodio se estrenó el 27 de abril por el canal Universal Channel.
Tres hermanos Varme Tyv intentan llegar a un hibernáculo donde los wesen de su tipo hibernan cada año y en el camino extraen el calor de las personas, matándolas. Juliette está desesperada por haberse convertido en hexenbiest.

## Título y epígrafe
El título "Hibernáculum" se refiere al tipo de wesen de la trama policial semanal: los de Varme Tyv son seres de sangre fría que en invierno deben hibernar grupalmente, para no morir de frío. En este caso, el hibernáculo al que se dirigen está en Portland. 
El epígrafe está tomado del célebre cuento La reina de las nieves (1845) del escritor danés Hans Christian Andersen, pero no corresponde a ninguna de las traducciones clásicas, como las de Paull (1872), Craigie (1914) y Hersholt (1949).
A continuación se transcriben textualmente el epígrafe de la versión original en inglés, y sus correspondientes traducciones realizadas en las transmisiones en español, con las diferencias según se trate de Hispanoamérica y España. En la cuarta temporada, algunas de las emisiones en Hispanoamérica suprimieron el epígrafe.

Original en inglés
"Ah! It was colder than ice; it penetrated to his very heart."
Versiones en español
Hispanoamérica¡Ah! Era más fría que el hielo; penetró hasta su corazón.
EspañaAh! Era más fría que el hielo y le penetró hasta el corazón.

El párrafo completo en el que se encuentra la frase citada dice:

Inglés
"Are you still cold?" asked she; and then she kissed his forehead. Ah! it was colder than ice; it penetrated to his very heart, which was already almost a frozen lump; it seemed to him as if he were about to die, but a moment more and it was quite congenial to him, and he did not remark the cold that was around him.
Español
"¿Todavía tienes frío?", preguntó ella; y luego los besó en la frente. ¡Ah! estaba más frío que el hielo; penetró hasta la médula de su corazón, que ya era prácticamente una masa congelada; sintió que estaba a punto de morir, pero no duró más que un instante; luego se sintió perfectamente y dejó de notar el frío.

## Argumento

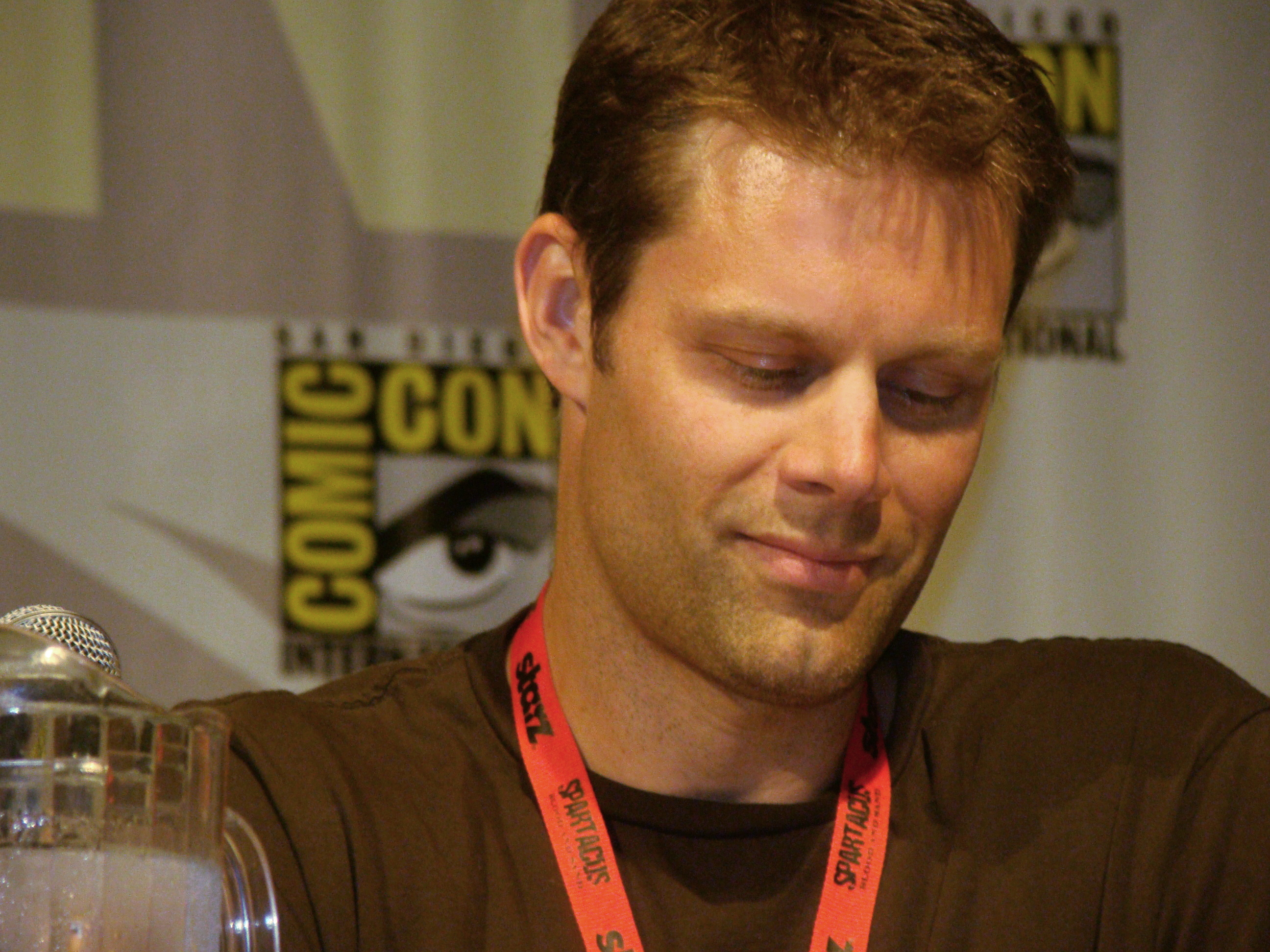
Matt Keeslar interpreta el papel de Sven Gundersson, uno de los tres hermanos Varme Tyv que protagonizan el episodio.

Durante el invierno en una casa de campo, una mujer mayor está hablando por teléfono con su hija, cuando alguien llama a su puerta. Es un hombre que le dice que se está congelando y le suplica que lo deje entrar. La mujer no lo hace y el hombre entra violentamente para atacar y morder en el cuello a la mujer, adoptando la forma de un wesen similar a un reptil. Luego del ataque la mujer muere y queda completamente congelada, mientras el asaltante roba su auto. La policía localiza el auto robado y de ese modo detienen al atacante, pero aparece muerto congelado en su celda. A otro wesen idéntico le pasa lo mismo y queda congelado luego de tratar de morder a una mujer y que esta lograra escapar. Cuando la policía investiga su identidad, resulta que se apellida Gundersson, igual que el anterior y que aún hay un tercer hermano por ahí, Sven. 
Nick, Hank y Wu, no logran descubrir qué tipo de wesen podría ser y recurren a Monroe y Rosalee. Inmediatamente identifican el wesen: debe ser un Varme Tyv, un "ladrón de calor", característico de Noruega. Los Varme Tyv tienen sangre fría y padecen el frío en invierno, hasta el punto de congelarse, razón por la cual en invierno se trasladan para hibernar grupalmente en hibernáculos, pero en la ruta solo pueden evitar el congelamiento, absorbiendo a través de sus dientes el calor de otros seres humanos.
Sven Gunardsson comete un nuevo asesinato, esta vez contra un taxista. Para encontrarlo es necesario encontrar el hibernáculo, que los detectives suponen puede estar en la casa de un familiar de los hermanos Gunardsson que vive en Portland. Efectivamente, allí encuentran el hibernáculo de Varme Tyv y a Sved, pero no cuentan con que los wesen se despierten. Al hacerlo, se enfrentan con los tres policías y Monroe, pero comienzan a congelarse. Nick da la orden de salvarlos y volverlos a llevar al hibernáculo. Cuando terminan de salvarlos, reparan en Sved y comprueban que había muerto congelado.
Juliette está desesperada por haberse convertido en hexenbiest. Luego de irse de la casa de Nick, mantiene relaciones sexuales con Sean Renard, intenta asesinar a Adalind y busca ayuda con Monroe y Rosalee, a quien también culpa por su situación. Sean Renard por su parte sufre fuertes ataques.

## Elenco regular
- David Giuntoli como Nick Burkhardt.
- Russell Hornsby como Hank Griffin.
- Bitsie Tulloch como Juliette Silverton.
- Silas Weir Mitchell como Monroe.
- Sasha Roiz como el capitán Renard.
- Bree Turner como Rosalee Calvert.
- Claire Coffee como Adalind Schade.
- Reggie Lee como el sargento Wu.